# Маурер, Рольф
Рольф Маурер (нем. Rolf Maurer; 16 апреля 1938, Хединген — 6 июня 2019[…], Хединген) — швейцарский шоссейный велогонщик, выступавший на профессиональном уровне в 1960—1969 годах. Победитель и призёр многих крупных гонок на шоссе своего времени, в том числе «Тура Швейцарии», «Тура Романдии», одного из этапов «Джиро д’Италия».

## Биография
Рольф Маурер родился 16 апреля 1938 года в коммуне Хединген кантона Цюрих, Швейцария.
Начал карьеру велогонщика в 1955 году. Впервые заявил о себе в велоспорте в 1957 году, став чемпионом Швейцарии среди любителей в индивидуальной гонке преследования.
В 1959 году стал серебряным призёром в индивидуальном преследовании швейцарского национального первенства, финишировал третьим на любительском «Чемпионате Цюриха».
Дебютировал на профессиональном уровне в 1960 году, присоединившись к швейцарской команде Tigra. В этом сезоне стал вторым на чемпионате Швейцарии среди профессионалов, выиграл гонку «Джиро дель Мендризиотто» и два этапа «Тура Туниса», впервые выступил на «Туре Швейцарии», представлял страну в групповой гонке профессионалов на шоссейном чемпионате мира в Карл-Маркс-Штадте.
В 1961 году одержал победу на «Чемпионате Цюриха», стал вторым в гонке «Берн — Женева» и третьим в зачёте швейцарского национального первенства, занял 31-е место в групповой гонке на домашнем мировом первенстве в Берне.
В 1962 году закрыл десятку сильнейших «Тура Швейцарии», стал вторым на «Туре Северо-Западной Швейцарии», выступил на чемпионате мира в Сало.
В 1963 году выиграл отдельные этапы «Тура Романдии» и «Тур де л’Авенир». На «Тур де л’Авенир» стал вторым в генеральной классификации, уступив только французу Андре Циммерману. Также показал второй результат в генеральной классификации «Тура Швейцарии», третий результат на «Туре Северо-Западной Швейцарии» и в гонке «Мюнхен — Цюрих». Стартовал в гонках «Милан — Сан-Ремо» и «Гран-при Наций», занял 16-е место на мировом первенстве в Ронсе.
В 1964 году одержал победу на «Туре Романдии» и «Туре Швейцарии», впервые проехал супермногодневку «Джиро д’Италия», где сумел выиграть один из этапов и расположился в итоговом протоколе на девятой позиции. Помимо этого, закрыл десятку сильнейших на «Чемпионате Цюриха», отметился выступлением в таких гонках как «Гран-при кантона Аргау» и «Париж — Люксембург», занял 24-е место на чемпионате мира в Салланше.
В 1965 году был вторым на «Туре Романдии», третьим в гонке «Мюнхен — Цюрих», четвёртым на «Чемпионате Цюриха», показал 19-й результат на «Гран-при кантона Аргау» и 28-й результат на мировом первенстве в Сан-Себастьяне.
В 1966 году вновь проехал «Джиро д’Италия», став на сей раз десятым. Кроме того, добавил в послужной список победу на одном из этапов впервые проводившейся «Тиррено — Адриатико», где занял третье место в генеральной классификации, финишировал третьим на «Туре Романдии», шестым на «Туре Швейцарии» и «Милан — Сан-Ремо». При этом на чемпионате мира в Нюрбургринге сошёл с дистанции.
В 1967 году занял 25-е место на «Джиро д’Италия», был вторым на «Туре Швейцарии» и третьим на чемпионате Швейцарии в индивидуальной гонке преследования. Поучаствовал в классических гонках «Милан — Сан-Ремо» и «Флеш Валонь», мировом первенстве в Херлене.
На «Джиро д’Италия» 1968 года занял в генеральной классификации 35-е место. Также в этом сезоне выиграл «Тур четырёх кантонов», победил на одном из этапов «Тура Швейцарии», став девятым в общем зачёте, пришёл к финишу шестым на «Милан — Сан-Ремо», стартовал в таких крупных гонках как «Париж — Ницца» и «Льеж — Бастонь — Льеж», на чемпионате мира в Имоле.
Последний раз выступал на профессиональном уровне в сезоне 1969 года, в это время проехал гонки «Милан — Сан-Ремо» и «Париж — Рубе», в пятый раз выходил на старт «Джиро д’Италия», но не финишировал здесь и не показал никакого результата.
Умер 6 июня 2019 года в Хедингене в возрасте 81 года.